# Municipio de McPherson (Minnesota)
El municipio de McPherson (en inglés: McPherson Township) es un municipio ubicado en el condado de Blue Earth en el estado estadounidense de Minnesota. En el año 2010 tenía una población de 466 habitantes y una densidad poblacional de 5,13 personas por km².

## Geografía
El municipio de McPherson se encuentra ubicado en las coordenadas 44°4′18″N 93°49′46″O / 44.07167, -93.82944. Según la Oficina del Censo de los Estados Unidos, el municipio tiene una superficie total de 90.86 km², de la cual 89.78 km² corresponden a tierra firme y (1.19%) 1.08 km² es agua.

## Demografía
Según el censo de 2010, había 466 personas residiendo en el municipio de McPherson. La densidad de población era de 5,13 hab./km². De los 466 habitantes, el municipio de McPherson estaba compuesto por el 96.78% blancos, el 0.21% eran afroamericanos, el 0.21% eran amerindios, el 0.86% eran asiáticos, el 0.21% eran isleños del Pacífico, el 0.21% eran de otras razas y el 1.5% pertenecían a dos o más razas. Del total de la población el 1.93% eran hispanos o latinos de cualquier raza.